# Carayaca
Carayaca is een geslacht van hooiwagens uit de familie Zalmoxioidae.
De wetenschappelijke naam Carayaca is voor het eerst geldig gepubliceerd door González-Sponga in 1998. 

## Soorten
Carayaca is monotypisch en omvat slechts de volgende soort:
- Carayaca ornata